# Alternative Press Music Award for Best Guitarist
Der Alternative Press Music Award for Best Guitarist, auf Deutsch „Alternative Press Music Award für den besten Gitarristen/die beste Gitarristin“ ist ein Musikpreis, der seit 2014 bei den jährlich stattfindenden Alternative Press Music Awards verliehen wird. Ausgezeichnet werden Gitarristen, die nach Meinung der Leser des Alternative Press die beste Bühnen-Performance auf Konzertreisen oder Musikfestivals absolviert haben. Bisher erhielten drei Künstler jeweils eine Auszeichnung in dieser Kategorie.

## Hintergrund
Am 24. April 2014 verkündete das US-amerikanische Musikmagazin Alternative Press, welches sich auf Punk, Hardcore und deren Subgenres spezialisiert hat, die erstmalige Verleihung der Alternative Press Music Awards. Begründet wurde dies damit, „dass das Alternative Press bereits seit 30 Jahren die führende Stimme in dieser Musik und dem Lebensstil sei und man nun endlich eine Nacht habe, um diesen zu zelebrieren.“
Die erste Awardverleihung fand am 21. Juli 2014 im Rock and Roll Hall of Fame Museum in Cleveland, Ohio statt. Die Leser des Musikmagazins konnten zunächst in zwölf Kategorien für ihre Favoriten stimmen, welche zuvor vom Magazin nominiert wurden. Darunter befand sich auch die Kategorie für den Besten Gitarristen/die Beste Gitarristin. Im ersten Jahr gewann Phil Manansala diese Auszeichnung. Im Folgejahr gewann Tony Perry diesen Preis. 2016 erhielt Jack Fowler von Sleeping with Sirens die Ehrung in dieser Kategorie.

## Statistik
Die Auszeichnung ging bisher bei drei Verleihungen an drei verschiedene Künstler. Alle drei bisherigen Preisträger, Phil Manansala, Tony Perry und Jack Fowler kommen aus den Vereinigten Staaten. Bisher wurden JB Brubaker, Kevin Skaff und Jacky Vincent am häufigsten in dieser Kategorie nominiert, allerdings konnte keiner in dieser Kategorie gewinnen.

## Gewinner und Nominierte Künstler

### Seit 2014
| Jahr               | Künstler / Band                    | Nationalität       | Weitere nominierte Künstler | Bilder der Künstler  |
| ------------------ | ---------------------------------- | ------------------ | --- | -------------------- |
| 2014 21. Juli 2014 | Phil Manansala (Of Mice & Men)     | Vereinigte Staaten | - JB Brubaker (August Burns Red) - Synyster Gates (Avenged Sevenfold) - Jack O’Shea (Bayside) - Chris Rubey (The Devil Wears Prada) - Jacky Vincent (Paramore)         | Phil Manansala, 2016 |
| 2015 22. Juli 2015 | Tony Perry (Pierce the Veil)       | Vereinigte Staaten | - Arun Bali (Saves the Day) - Jordan Buckley (Every Time I Die) - Kevin Skaff (A Day to Remember) - Will Swan (Dance Gavin Dance) - Jacky Vincent (Falling in Reverse) | Tony Perry, 2013     |
| 2016 18. Juli 2016 | Jack Fowler (Sleeping with Sirens) | Vereinigte Staaten | - Kevin Skaff (A Day to Remember) - JB Brubaker (August Burns Red) - Kellen McGregor (Memphis May Fire) - Chad Gilbert (New Found Glory) - Misha Mansoor (Periphery)   |                      |
| 2017 17. Juli 2016 | Jordan Buckley (Every Time I Die)  |                    | - Ben Weinman (The Dillinger Escape Plan) - Claudio Sanchez (Coheed and Cambria) - Reba Meyers (Code Orange) - Steve Menoian (I Prevail) - Teppei Teranishi (Thrice)   |                      |